# Liste der Kreisstraßen in Leipzig

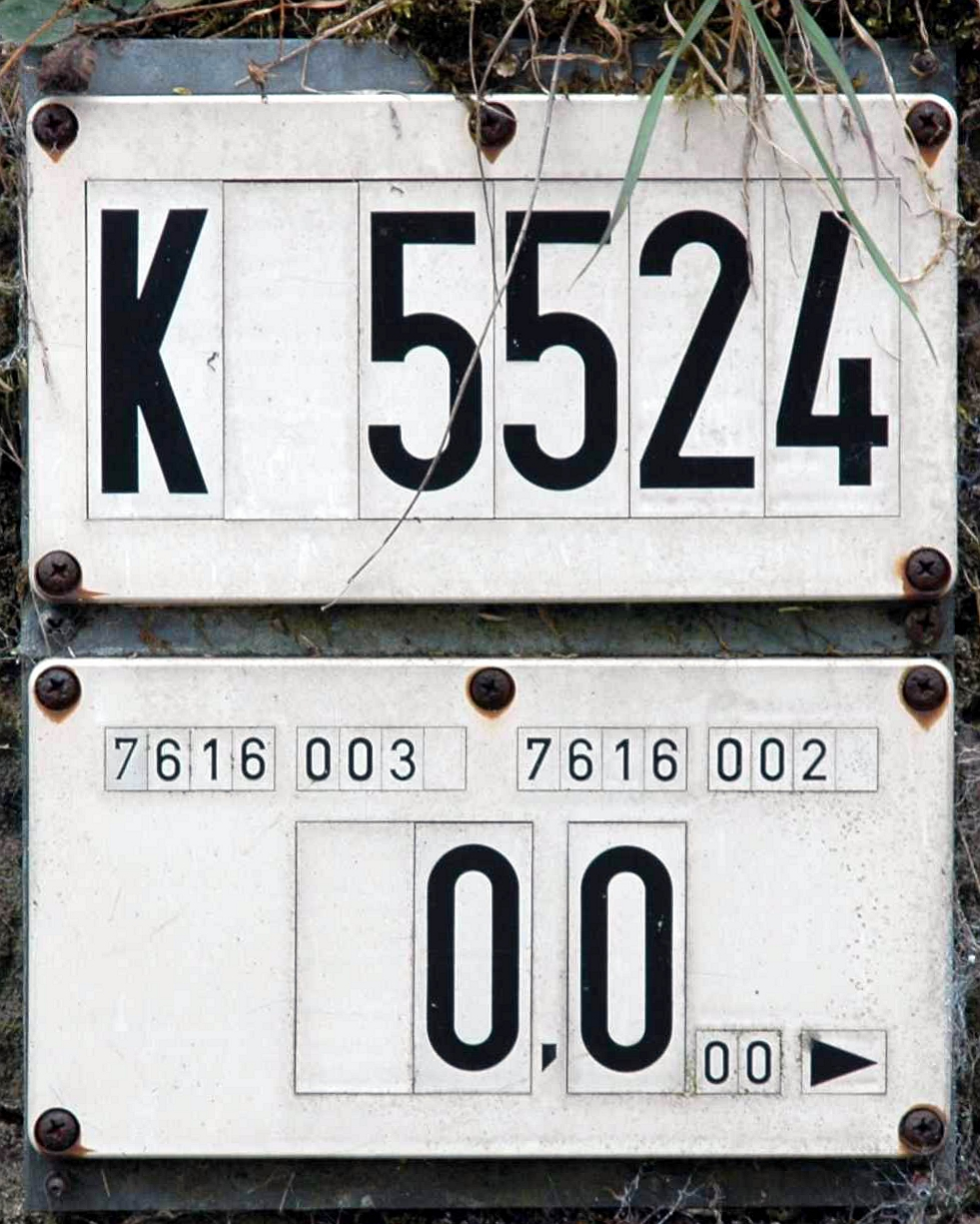
Stationszeichen

Die Liste der Kreisstraßen in Leipzig ist eine Auflistung der Kreisstraßen in der kreisfreien Stadt Leipzig.

## Abkürzungen
- K: Kreisstraße
- S: Staatsstraße

## Liste
Die Kreisstraßen behalten die ihnen zugewiesene Nummer nicht bei einem Wechsel in einen anderen Landkreis oder in eine kreisfreie Stadt. Nicht vorhandene bzw. nicht nachgewiesene Kreisstraßen sind kursiv gekennzeichnet, ebenso Straßen und Straßenabschnitte, die unabhängig vom Grund (Herabstufung zu einer Gemeindestraße oder Höherstufung) keine Kreisstraßen mehr sind.
Der Straßenverlauf wird in der Regel von Nord nach Süd und von West nach Ost angegeben.
| Nr.    | Verlauf |
| ------ | --- |
| K 6501 | S 78 – Stötteritzer Landstraße – Seifertshainer Straße – Stadtgrenze – (K 7901 im Landkreis Leipzig) |
| K 6520 | S 78 – Brandiser Straße – K 6521 – Hirschfelder Straße – K 6523 – Hersvelder Straße – K 6523 – Hirschfelder Flur – Stadtgrenze – (K 8367 im Landkreis Leipzig) |
| K 6521 | S 78 – Hirschfelder Straße – K 6520 |
| K 6522 | K 6520 – Gottschalkstraße – Karl-Friedrich-Straße – Mölkauer Straße – K 6501 – Mölkauer Straße – Liebertwolkwitzer Straße – Alte Tauchaer Straße – Holzhausener Straße – S 78 – … – S 78 in Liebertwolkwitz – (K 8363 im Landkreis Leipzig)                                                                                                 |
| K 6523 | (K 8362 im Landkreis Leipzig) – Stadtgrenze – Hirschfelder Straße – K 6520 – Hersvelder Straße – K 6520 – Hersvelder Straße – – Dorfstraße – Stadtgrenze – (K 7923 im Landkreis Leipzig) – Stadtgrenze – S 43 – Auenhainer Straße – S 43 – Stadtgrenze – (K 7923 im Landkreis Leipzig) – Stadtgrenze – Chemnitzer Straße – S 38             |
| K 6525 | S 46 – Stormthaler Straße – S 38 |
| K 6529 | (K 7429 im Landkreis Nordsachsen) – Stadtgrenze – Delitzscher Landstraße – K 6570 – Delitzscher Landstraße – Messe-Allee – – Messe-Allee – BMW-Allee – Alte Seehausener Straße – An der Hauptstraße – Am Ring – Stadtgrenze – (K 7429 im Landkreis Nordsachsen)                                                                             |
| K 6561 | (K 7961 im Landkreis Leipzig) – Stadtgrenze – Geschwister-Scholl-Straße – Auenweg – Großmiltitzer Straße – – Straße am See – Lausener Straße – Stadtgrenze – (K 7961 im Landkreis Leipzig) – Stadtgrenze – Albersdorfer Weg – |
| K 6562 | K 6570 – Elstergarten – Am Brunnen – Am Pfingstanger – Lützschenauer Straße – Burghausener Straße – Gundorfer Straße – Miltitzer Straße – – Miltitzer Straße – Saturnstraße |
| K 6570 | (K 7470 im Landkreis Nordsachsen) – Stadtgrenze – Hallesche Straße – K 6562 – Hallesche Straße – Linkelstraße – – Linkelstraße – Pater-Gordian-Straße – Tannenwaldstraße – Lindenthaler Hauptstraße – An der Hofschmiede – Wiederitzscher Landstraße – S 1 – Wiederitzscher Landstraße – Podelwitzer Straße – K 6529 – Podelwitzer Straße – |